# 希耶尔河畔蒙蒂尼
希耶尔河畔蒙蒂尼（法語：Montigny-sur-Chiers，法語發音：[mɔ̃tiɲi syʁ ʃjɛʁ]）是法国默尔特-摩泽尔省的一个市镇，位于该省北部，属于布里埃区。

## 地理
希耶尔河畔蒙蒂尼（49°28'47"N, 5°40'9"E）面积9.36 平方千米，位于法国大東部大區默尔特-摩泽尔省，该省份为法国东北部内陆省份，是洛林的一部分，北邻比利时、卢森堡，北起顺时针与摩泽尔省、下莱茵省、孚日省和默兹省接壤。
与希耶尔河畔蒙蒂尼接壤的市镇（或旧市镇、城区）包括：伯韦耶、孔拉格朗维尔、弗雷努瓦拉蒙塔涅、于尼、维莱拉谢夫尔、希耶尔河畔维维耶。

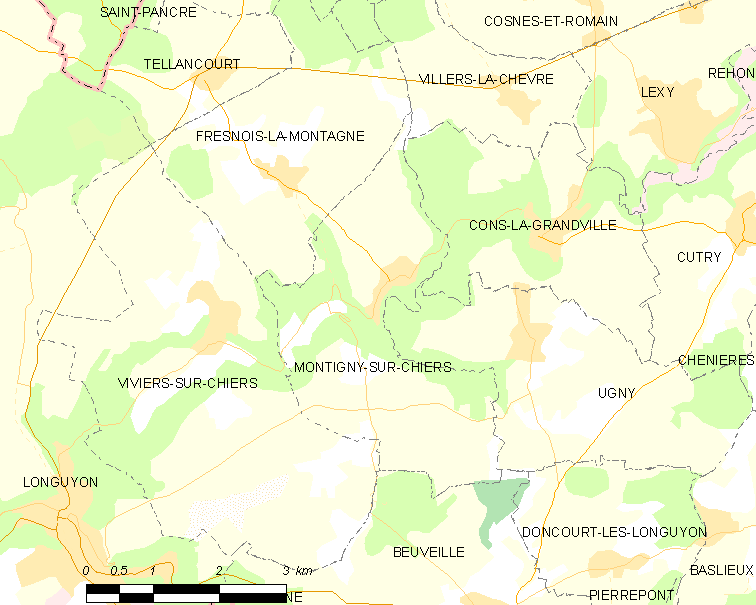
希耶尔河畔蒙蒂尼的OSM定位图

希耶尔河畔蒙蒂尼的时区为UTC+01:00、UTC+02:00（夏令时）。

## 行政
希耶尔河畔蒙蒂尼的邮政编码为54870，INSEE市镇编码为54378。

## 政治
希耶尔河畔蒙蒂尼所属的省级选区为蒙圣马丹县。

## 人口

1962-2008年间希耶尔河畔蒙蒂尼人口变化图示

希耶尔河畔蒙蒂尼于2022年1月1日时的人口数量为479人。